# Estado Lara
Lara es uno de los veintitrés estados que junto con el Distrito Capital y las Dependencias Federales, forman Venezuela. Su capital es Barquisimeto. Se encuentra ubicado en la Región Centroccidental de Venezuela, limita al norte con Falcón, al este con Yaracuy, al sur con Portuguesa, al sureste con Cojedes, al suroeste con Trujillo y al oeste con Zulia. Lara cuenta con población de 2 142 583 habitantes según censo en 2023. Es el cuarto estado de Venezuela con mayor población, después de Miranda, Zulia y Carabobo. Posee 9 municipios autónomos y 57 parroquias civiles. Sus principales ciudades son: Barquisimeto, Cabudare, Carora, Quíbor, Sanare, Sarare y El Tocuyo.

## Historia
El actual territorio larense perteneció a la provincia de Caracas. En 1824 fue absorbido por la Provincia de Carabobo, creada ese año. En 1832 tras la desintegración de la Gran Colombia, la comarca fue disgregada; se constituyó entonces en la Provincia de Barquisimeto, que incluía los cantones de Quíbor, El Tocuyo, Carora y Barquisimeto; además de otros que conforman hoy al estado Yaracuy. En 1856, mediante la nueva ley de división territorial, San Felipe y Yaritagua se unieron a Nirgua para formar la Provincia de Yaracuy. Es en estas poblaciones principalmente en El Tocuyo y Barquisimeto donde se documentaron las primeras luces de la Independencia de Venezuela, y desde el cual se emprendió la construcción de Venezuela con los poblados, ciudades y carreteras que unen la gran parte de dicho territorio. Es de resaltar también el hecho de que el ganado que se llevó a los Llanos fueron las reses tocuyanas.
En el año 1881, se acordó la creación del Gran Estado del Norte de Occidente, al cual se sumaron las superficies de Lara y Yaracuy. En agosto de ese mismo año se le asigna el nombre de estado Lara, en honor al patriota caroreño, General Jacinto Lara. En 1899, el congreso establece la autonomía de los 20 estados, tal como se contempla en la constitución de 1864, división que se confirma en 1909, por vía de una reforma constitucional, que se ha mantenido hasta nuestros días.
En 1899, el territorio correspondiente a los actuales municipios Silva y Monseñor Iturriza del estado Falcón se integran a ese último estado a cambio de lo que hoy es el municipio Urdaneta.

### Prehistoria

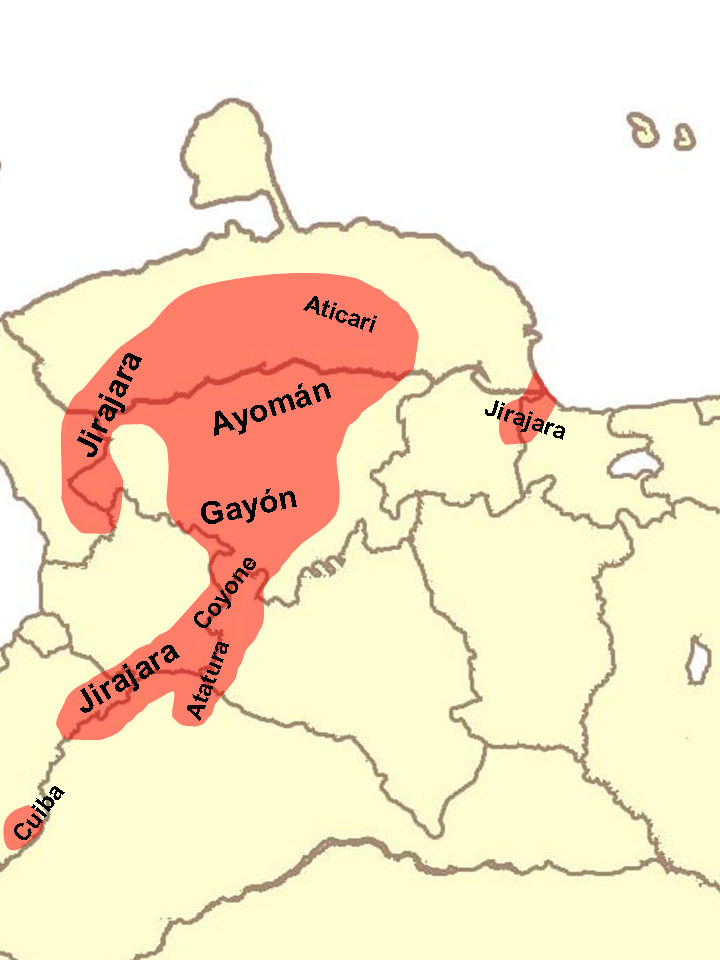
La familia de idiomas jirajarana no presenta relación con la familia de idiomas arahuacos o caribes.

A la llegada de los europeos a Venezuela, la región que hoy es Lara era habitada por diversas etnias como los gayones, los ayomanes y los coyones. Estos pueblos hablaban, según lo que han podido reconstruir los antropólogos de las fuentes españolas, idiomas de la familia lingüística jirajarana.
Los valles de Quíbor, Barquisimeto y El Tocuyo tenían una densidad poblacional relativamente alta y los pueblos de la región practicaban agricultura.

### Conquista y colonización
Las expediciones de los Welser de Augsburgo fueron muy destructivas para la región conquistada. A partir de 1529 y hasta los años 50 los conquistadores alemanes realizaron matanzas de pueblos enteros y procuraron esclavizar los indígenas remanentes. Varias de las primeras poblaciones permanentes de los europeos se establecieron aquí debido a la fertilidad de la región y la disponibilidad de mano de obra indígena. Así, se fundaron pueblos como El Tocuyo, Quíbor, Cuara y Cubiro.

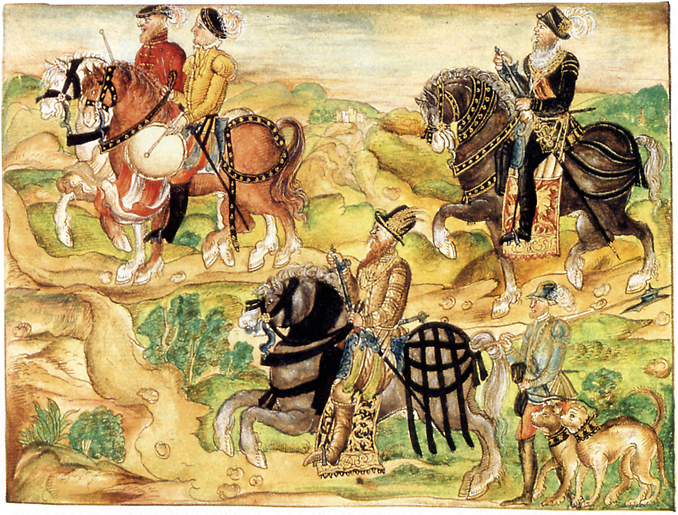
Los Welser, comandados por Georg von Spira y Felipe von Hutten, penetraron a la región de Lara en varias oportunidades en sus expediciones.

La administración de los Welser se hallaba en conflicto permanente con los intereses de los españoles, que los acusaban de incumplicar con la tarea de colonización, entre otras cosas. En 1545, Juan de Carvajal, que vivía en Coro, se dirigió con varias familias de colonos que incluía a algunos tudescos descontentos de la administración bávara de los Welsares a la zona de El Tocuyo y allí se puso a distribuir a los indígenas según el sistema de la encomienda. El Tocuyo se convirtió en uno de los ejes más importantes de la economía venezolana y también en el centro de operaciones de la conquista española en el territorio.
Durante la colonia, el actual territorio larense perteneció a la provincia de Caracas.
La región de El Tocuyo y Barquisimeto contaba con conventos que ofrecieron educación a los pobladores a un nivel mayor de la que hubo en otras regiones de Venezuela. 
En el siglo XVII El Tocuyo se desarrolló una escuela de pintura que estaba en contacto con la de Quito.
Para el siglo XVIII la zona de Lara era una productora importante de trigo, que se llegaba a exportar hasta México.

### Venezuela independiente
En 1824 fue absorbido por la Provincia de Carabobo, creada ese año. En 1832 tras la desintegración de la Gran Colombia, la comarca fue disgregada; se constituyó entonces en la Provincia de Barquisimeto, que incluía los cantones de Quíbor, El Tocuyo, Carora y Barquisimeto; además de otros que conforman hoy al estado Yaracuy. En 1856, mediante la nueva ley de división territorial, San Felipe y Yaritagua se unieron a Nirgua para formar la Provincia de Yaracuy. En el año 1881, se acordó la creación del Gran Estado del Norte de Occidente, al cual se sumaron las superficies de Lara y Yaracuy. En agosto de ese mismo año se le asigna el nombre de estado Lara en honor al patriota caroreño, General Jacinto Lara. En 1899, el congreso establece la autonomía de los 20 estados, tal como se contempla en la constitución de 1864, división que se confirma en 1909, por vía de una reforma constitucional, que se ha mantenido hasta nuestros días.
Hasta el año 1899 este estado tuvo salida al mar con las poblaciones de Tucacas y Chichiriviche, actualmente pertenecientes al estado Falcón. En efecto, la población de Tucacas era el principal puerto de exportación del cobre extraído de las minas de Aroa.

## Geografía

### Ubicación
Limita al norte con el estado Falcón; al sur con los estados Portuguesa y Trujillo; al este con el estado Yaracuy y al oeste con el estado Zulia.

### Hidrografía

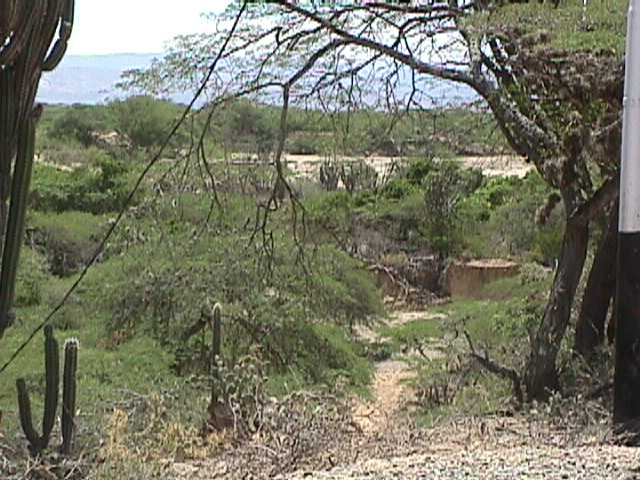
Típico paisaje árido y seco del estado en zona del parque nacional Cerro Saroche.

Las aguas de los ríos del estado se escurren por tres vertientes: la del Caribe, la del Atlántico a través del río Orinoco y la del Lago de Maracaibo.
- Ríos principales:[14][15] Amarillo, Auro, Aragua, Curarigua, Morere, Tocuyo, Turbio, Urama, Yacambú.
- Lagunas: Laguna Amarilla, Laguna Cocoy.
- Cascada del Vino en el parque nacional Dinira

### Relieve
El relieve es poco elevado pero es muy variado, por lo que podemos encontrar desde bosques nublados de agradable clima hasta algunas de las zonas más calientes y secas de la geografía venezolana. Entre los paisajes de altura moderada destacan las presiones de Carora, Barquisimeto y Yaracuy, mientras que la Sierra de Aroa, el Macizo de Nirgua y el contrafuerte Andino presentan relieves más quebrados. La altiplanicie de Barquisimeto constituye un lugar privilegiado para el asentamiento humano, el comercio y las comunicaciones, mientras que el valle del río turbio permite un intenso aprovechamiento agrícola, en contraste con la aridez de la vegetación xerófila circundante. Integrado por las últimas estribaciones del Sistema de los Andes de Venezuela, localizado al sur y suroeste del estado respectivamente. La altura más pronunciada del estado es el páramo Cendé con 3585 m s. n. m.
La formación Lara-Falcón es desde el punto de vista orográfico, la transición entre la Cordillera de la Costa y la de los Andes. Se trata de un sistema diferente en el cual se destacan el sistema Coriano, la depresión Barquisimeto-Carora y la depresión Turbio-Yaracuy. Esta depresión está situada en el noroeste del país, con una extensión aproximada de 52 000 kilómetros cuadrados.

### Vegetación
Es tan variada como su relieve y clima, aunque en casi todo el territorio predomine la vegetación xerófila representada por cujíes, tunas, espinares y cardonales.
Al sur la variedad va de matorrales y arbustos hasta bosques siempre verdes, con bosques en zonas montañosas. Se identifican diferentes formaciones vegetales como consecuencia de la combinación de las distintas variables ambientales dentro de un espacio tropical. Al oeste, en la depresión de Carora, la comunidad forestal es pobre con predominio de espinares ralos y xerófilas. En el sector oriental se encuentran bosques caducos o semicaducos primarios. Los cujíes y cardones dominan las zonas centrales y norteñas, mientras que hacia el sur y en las zonas montañosas la cobertura vegetal va desde los matorrales a los bosques semihúmedos. La fertilidad de algunos valles permite el cultivo de la caña de azúcar, el sisal y las frutas.

### Clima
Predominan dos tipos de clima en el estado Lara: el tropical, y el premontano esponden apenas un 4,8 % del área estadal. La sequedad del ambiente es típica, ya que la evaporación supera a las precipitaciones; éstas alcanzan 650 mm de promedio anual, con lluvias que caen en épocas diferentes de acuerdo con el lugar.
La temperatura media anual fluctúa entre 19 °C y 29 °C, con un promedio de 24 °C en Barquisimeto, estado Lara.
En general, el clima suele variar entre frío de páramo (en las zonas montañosas) y clima tropical seco semiárido (principalmente en la zona de la Depresión Carora-Barquismeto donde está ubicada la ciudad de Carora y Barquisimeto y poblaciones circunvecinas).

## Economía

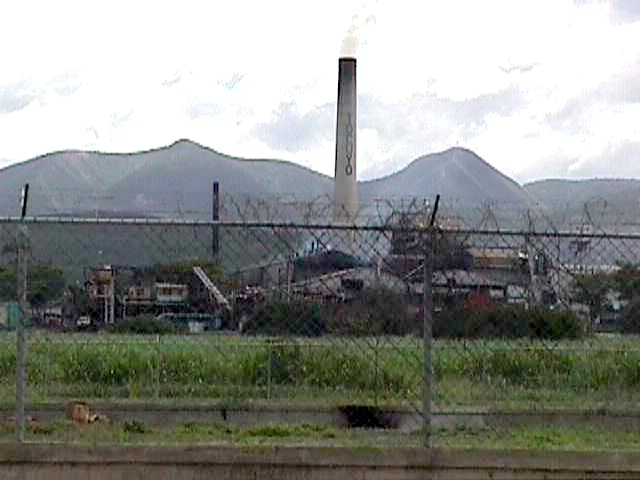
Instalaciones de la central azucarera El Tocuyo.

El cultivo de caña de azúcar lo ha convertido en uno de los principales y últimos estados azucareros del país. Igualmente produce café, papa, tomates, caraotas, maíz, y cambur. En la región llanera, la uva tiene su espacio y con ella la pujante industria del alcohol, acompañada de una importante actividad ganadera internacional como la Raza Carora de bovinos y otras, de porcinos, caprinos y ovinos con una buena industria quesera y lechera.
Cuenta también con importantes zonas industriales y capacidad de producción. Posee gran riqueza artesanal y un potencial desarrollo turístico, con bellezas naturales, y manifestaciones folclóricas y culturales.
Entre los sectores industriales más importantes en el estado Lara destacan el sector metalmecánico, agroindustrial, confección de prendas de vestir e imprentas. Sin embargo el Estado Lara sustenta su sector manufacturero en la pequeña y mediana industria, ya que, a excepción de sus centrales azucareros, prácticamente todo su parque industrial consiste en empresas de menos de doscientos trabajadores.

### Recursos económicos
- Ganadería: Bovinos, porcinos, caprinos, ovinos y aves.

- Productos Agrícolas: Papas, cambur, sisal, cebolla, tomate, uvas, caña de azúcar, caraotas, piña, café, pimentón, ajo porro,  plátano, perejil.

- Recursos Forestales: Cují, jabillo, jobo, olivo, genérico y vera.

- Recursos Minerales: Arcillas refractarias, arenas silícicas, caliza hierro, mercurio, pilosfilitas, cementos y aluminio.

### Recursos naturales

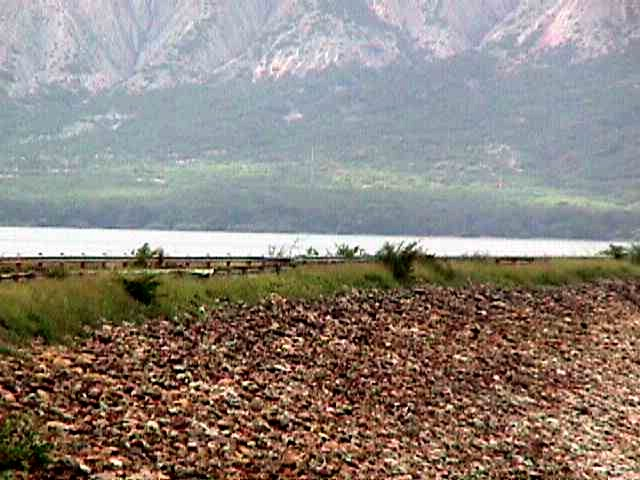
Embalse de Los Cerritos.

El estado cuenta con minerales metálicos y no metálicos, especialmente arcillas rojas y blancas, arenas silíceas, gravas, hierro, mercurio, pirro filitas, y varios tipos de caliza. Entre los recursos forestales se destaca el cují, jabillo, jobo, olivo, vera y semeruco.
Los ríos, embalses y fuentes de agua termales como las represas de Dos Cerritos, Yacambú, Atarigua, Arenales, y el Volcancito de San Miguel otorgan potencial hidráulico y geotérmico.
Por último dispone de variados y contrastantes escenarios naturales que son un atractivo para la práctica del ecoturismo.

## Demografía
2 142 583 habitantes para el año 2023. Los índices de población de Lara han sido durante los últimos 30 años muy superiores al promedio nacional. El 56,1 % de la población se concentra en la capital (Barquisimeto) en donde se localizan las principales actividades comerciales, financieras e industriales. No obstante el dinamismo que ha alcanzado, coloca a la entidad como una de las más importantes receptoras de corrientes migratorias del país, que también ha alcanzado llegar a centros urbanos como: Carora, Quíbor, El Tocuyo, Cubiro, Cabudare y Duaca; los cuales fundamentan la economía en actividades agrícolas.

### Poblaciones principales
Barquisimeto, Carora, Quíbor, El Tocuyo, Duaca, Siquisique, Sanare, Sarare, Curarigua, Aguada Grande, Cabudare, Cubiro, Manzanita, entre otros.

### Censos
|            | 1981    | 1990               | 2001               | 2011      | 2015      |
| ---------- | ------- | ------------------ | ------------------ | --------- | --------- |
| Total hab. | 945 064 | 1 193 161 (26,3 %) | 1 556 415 (32,5 %) | 1 909 846 | 2 019 211 |

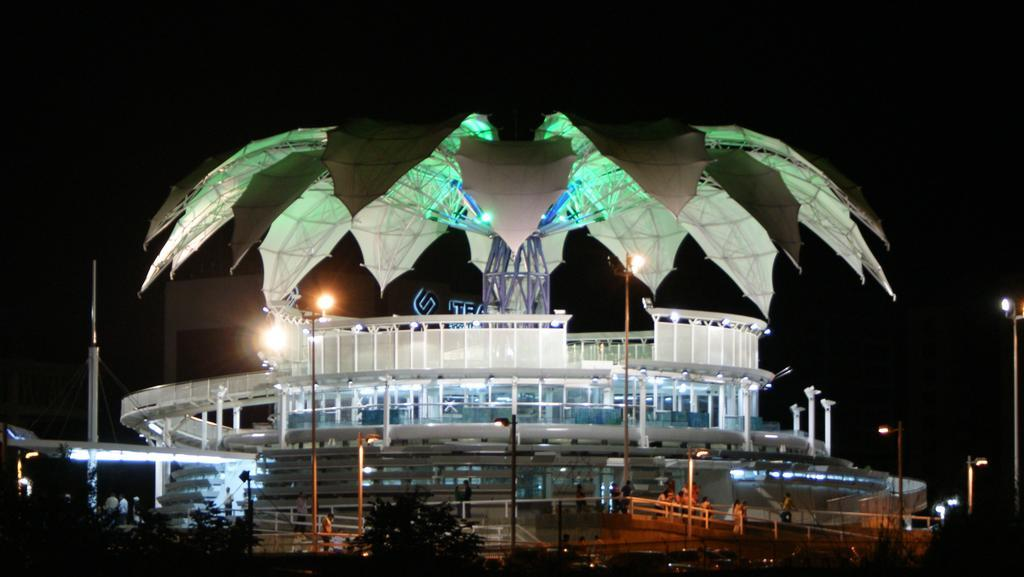
Flor de Venezuela en Barquisimeto, estado Lara.

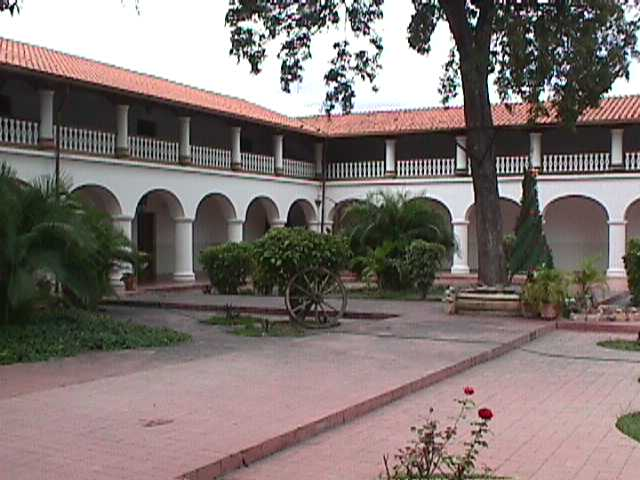
Casa de la Cultura de El Tocuyo.

Actualmente, el estado cuenta con una densidad de población de 96,5 hab/km².

## División político-territorial
El estado Lara está dividido en 9 municipios.
| Municipios de Lara |
| --- |
| Falcón Yaracuy Zulia Portuguesa Trujillo Andrés Eloy · Blanco Crespo Iribarren Jiménez Morán Palavecino Simón Planas Torres Urdaneta |

## Turismo

### Parques nacionales
En el territorio del estado Lara se localizan 5 parques nacionales:
- Parque nacional Yacambú[22] Posee 146 kilómetros cuadrados y fue creado en 1962 para proteger parte la cuenca del río Yacambú.
- Parque nacional Cerro Saroche[23][24] Con 320 kilómetros cuadrados, fue establecido en diciembre de 1989 en los municipios Torres, Jiménez e Iribarren.
- Parque nacional TEREPAIMA DE CABUDARE[25][26] Posee 189 kilómetros cuadrados y fue creado en abril de 1976 para proteger la fauna y Flora en torno al río Sarare y la Fila Terepaima
- Parque nacional Dinira[27] Abarca una superficie de 453,28 kilómetros cuadrados creado en 1988 para proteger  la cuenca alta del río Tocuyo.
- Parque nacional El Guache[28] Se extiende por 122 kilómetros cuadrados y fue creado en 1993 para proteger las cuencas altas de los ríos Guache, Ospino y otros cercanos.
- Parque Natural Las Lomas de Cubiro Es un sitio para los amantes de la naturaleza, observará montañas con verdes prados, podrá tumbarse en ellos, disfrutar del clima fresco, montar a Caballo alrededor de la loma y en los lugares aledaños degustar platos típicos, como cachapas y cochino. Así como dulces, chocolate caliente, entre otros.

### Sitios históricos

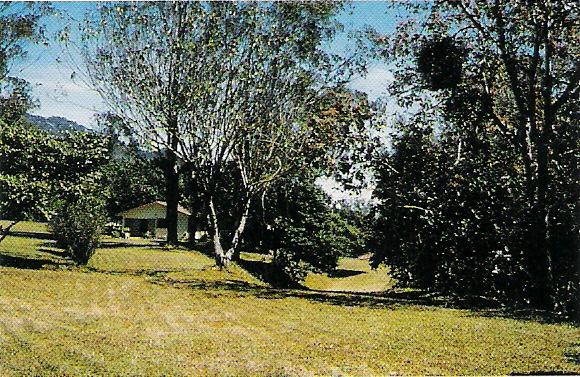
Vista del Parque nacional Yacambú.

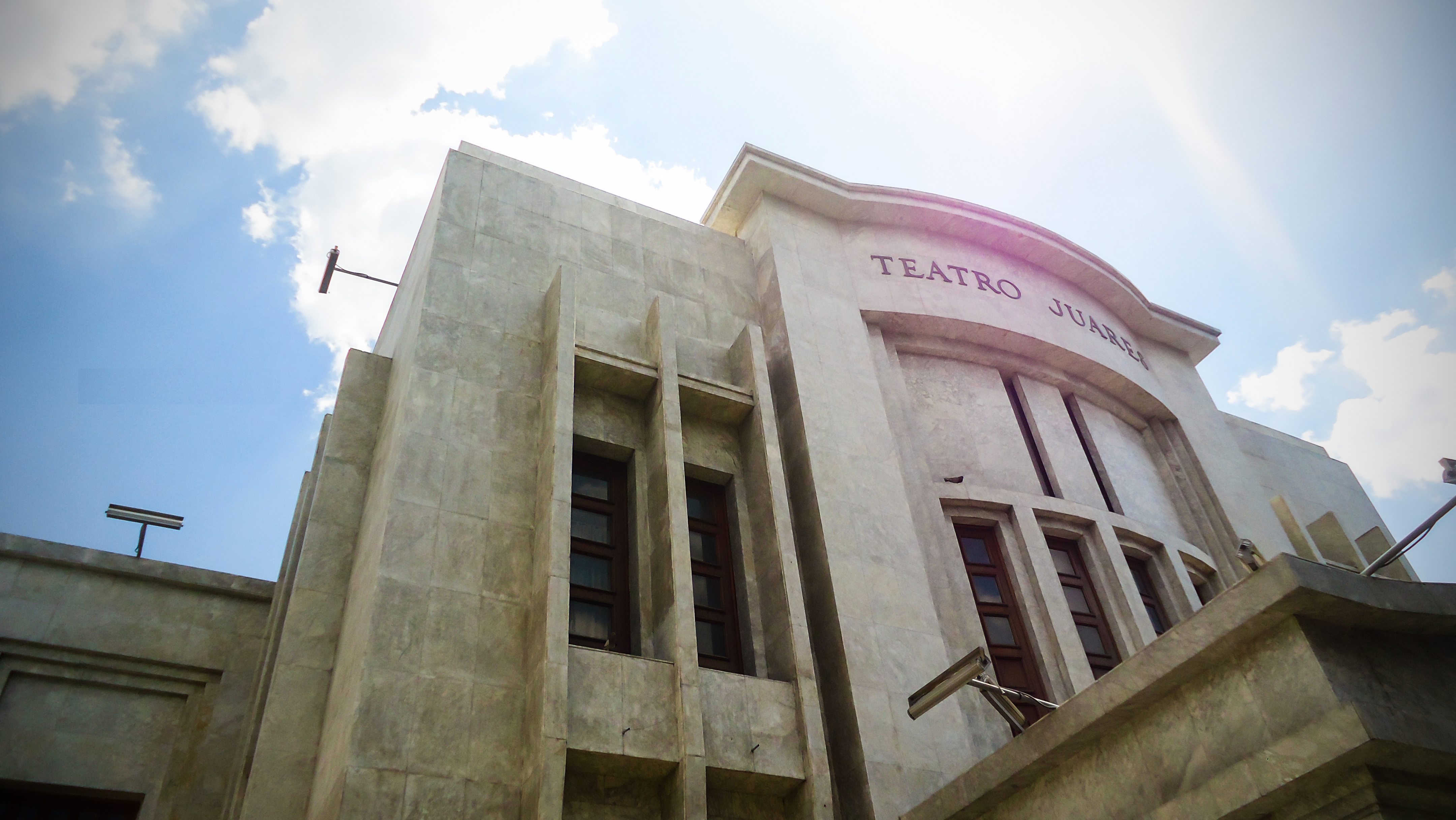
Teatro Juares.

- Monumento a Los Horcones: El 22 de julio de 1813, se realiza una de las batallas emprendidas por el libertador Simón Bolívar, en ella también participó el general de división Jacinto Lara, pero quien se cubre de gloria en esa batalla es el general Florencio Jiménez, acompañado de su compañero José Félix Ribas.
- Ateneo de Barquisimeto: Fue creado bajo el principio de rescatar la cultura de la ciudad, el 8 de octubre de 1986.
- El Obelisco: Sin duda es el icono más representativo del estado Lara. Se ubica al oeste de la ciudad de Barquisimeto (capital del estado) el cual fue construido en el año de 1952, con motivo de los 400 años de su fundación. La estructura se basa principalmente en concreto y acero, consta de un ascensor y mide 75 metros de altura. Si bien no es propiamente un obelisco, así lo llaman los ciudadanos de Barquisimeto.
- Museo de Barquisimeto: Edificio construido en 1579, en donde anteriormente funcionaba el Hospital San Lázaro para pasar tras unas reformas en el año de 1877 a ser el Hospital La Caridad. Tiempo después, en 1939, pasa a llamarse Hospital Antonio María Pineda. Al ser trasladado este hospital a otro emplazamiento, el edificio se convierte en 1983 en el museo principal de la ciudad.
- Teatro Juares: Ubicado en todo el centro de la ciudad barquisimetana, fue inaugurado en 1905 el Teatro Municipal. Con más de 100 años, se le han realizados diversas reformas, y ha constituido un ícono cultural para la ciudad, en donde se realizan espectáculos y manifestaciones culturales, lo que también es de atractivo para los turistas.
- Parque Ayacucho: Parque construido bajo el régimen del General Gómez, tiene un área de cuatro (4) hectáreas y monumento al Mariscal Antonio José de Sucre, fue el primer parque en Latinoamérica con acceso para automotores.
- Casco histórico de Carora: en esta se encuentran antiguas casas pertenecientes a las familias fundadoras de la ciudad, la Catedral San Juan Bautista, la iglesia El Calvario, el paseo los próceres, entre otros.

## Deporte
El estado Lara es sede de diversos equipos de fútbol, béisbol, Baloncesto entre otros deportes. En fútbol destaca el Deportivo Lara con sede en el Estadio Metropolitano una de las instalaciones deportivas más modernas de esta región del país, en Béisbol se puede mencionar a los Cardenales de Lara con sede en el histórico Estadio Antonio Herrera Gutiérrez, mientras que en Baloncesto el equipo más importante es Guaros de Lara con sede en el Domo Bolivariano.

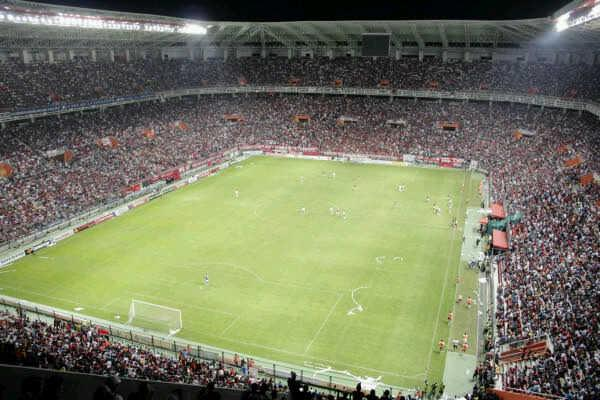
Estadio Metropolitano de Lara.

### Instalaciones deportivas
- Estadio Metropolitano de Lara
- Polideportivo Máximo Viloria
- Estadio Antonio Herrera Gutiérrez
- Estadio Farid Richa
- Domo Bolivariano de Barquisimeto

## Cultura
La Cultura de la región es muy rica, es asiento para celebraciones multitudinarias, tales como: Los Carnavales Internacionales de Barquisimeto (mes de febrero-marzo), donde se observan gran variedad de carrozas, y espectáculos artísticos musicales de reconocida trayectoria, La Feria Internacional de Barquisimeto la cual empieza el 14 de septiembre (aniversario de la fundación de Barquisimeto), y culmina el 25 de septiembre de cada año, donde se puede apreciar, entre muchas cosas, diversas exposiciones y espectáculos musicales, y por último, una variada gama de opciones para disfrutar La Navidad en Barquisimeto, en las que se pueden observar diversas exposiciones, espectáculos musicales y muchos fuegos artificiales. Es costumbre recibir el Año Nuevo en La Flor de Venezuela, con la familia y los amigos. En torno a Barquisimeto y por migración también en la ciudad son practicados "Los Tamunangues" o fiestas devocionales a San Antonio de Padua, como pago de promesas a favores recibidos. La Festividad tiene sus orígenes en los Andes Larenses (Sanare-El Tocuyo) y se celebra todos los 13 de junio; pero un Tamunangue puede realizarse en cualquier época del año. Explica el maestro Luis Felipe Ramón y Rivera que el nombre ‘’Tamunangue’’ deriva del nombre que se le da al tambor que se utiliza en la interpretación de los cantos característicos de este baile, el tamunango.
La Divina Pastora es un icono religioso importante en Venezuela. Es la patrona espiritual de la ciudad y es una de las advocaciones marianas con muchos seguidores en la región. Cada 14 de enero se celebra una multitudinaria procesión en la que esta imagen es llevada desde Santa Rosa hasta la Catedral de Barquisimeto. Se ha contabilizado más de dos millones y medio de personas, lo que la convertiría en la segunda procesión mariana más importante del mundo.

## Política y Gobierno
Como estado es autónomo e igual en lo político a sus pares, organiza su administración y sus poderes públicos por medio de una Constitución del Estado Lara, dictada por el Consejo Legislativo.

### Poder Ejecutivo
Está compuesto por el gobernador del Estado Lara y un grupo Secretarios Estadales de su confianza que son funcionarios de Libre nombramiento y remoción. El Gobernador es elegido por el pueblo mediante voto directo, universal y secreto para un periodo de cuatro años y con posibilidad a reelegirse de manera continua para nuevos períodos, siendo el encargado de la administración estatal. El gobernador debe rendir cuenta anual de sus acciones ante el parlamento regional llamado Consejo Legislativo del Estado Lara.
El actual gobernador es Luis Reyes Reyes del Partido Socialista Unido de Venezuela para el periodo 2025-2029. 

### Poder Legislativo
La legislatura del estado recae sobre el Consejo Legislativo del Estado Lara, un parlamento unicameral elegido por el pueblo mediante el voto directo, universal y secreto cada cuatro años pudiendo ser reelegido por para períodos consecutivos, bajo un sistema de representación proporcional de la población del estado y sus municipios, el Estado cuenta 15 legisladores, de los cuales 12 son electos por voto nominal y 3 por voto lista. Su sede se encuentra en el Palacio Legislativo del Estado Lara, en la ciudad de Barquisimeto.
En los comicios realizados el 16 de diciembre de 2012, para elegir gobernador y diputados se obtiene el siguiente resultado:
- PSUV: 9 Legisladores (7 nominales y 2 Voto lista)
- MUD: 6 Legisladores (6 nominales y 1 Voto lista)

De esta forma el PSUV obtiene mayoría y controla el Consejo Legislativo de Lara.